# Балдер
Балдер, Балдр или Балдур је у нордијској митологији био други син Одина и Фриге.
Његова мајка је затражила заклетву од свих биљака, створења, елемената и метала да му неће наудити. Сви су положили заклетву осим биљке имеле која је сматрала да је премлада и премала да би му могла наудити. Тако се сматрало да је Балдер имун на све па би други богови из забаве бацали ствари на њега.
Локи, бог преваре, је наговорио Хода, слепог бога и Балдеровог брата, да баци копље израђено од имеле на Балдера и убио га. Балдер је одведен у Хел и Фрига моли Хелу да јој каже шта се може учинити како би се Балдера вратило из мртвих. Хела одговара да ће га вратити у живот ако свако живо биће заплаче за Балдером. Сва жива бића су жалила, осим старице Ток, која је у ствари прерушени Локи. Балдур тако и даље чека у Хелу са својом супругом и вратиће се поново тек након Рагнарока како би помогао у владању новим светом.